# Vale (companie)
Vale este o companie minieră din Brazilia, înființată în anul 1942, sub numele de Companhia Vale do Rio Doce (CVRD).
În anul 1997, Vale a devenit o companie privată. În prezent, compania activează pe 5 continente în domeniul mineritului.
Număr de angajați în 2008: 100.000